# The Midnight
The Midnight é uma banda americana de synthwave formada em Los Angeles, Califórnia, em 2012, pelo produtor musical Tyler Lyle e pelo compositor Tim McEwan. A banda é conhecida por suas músicas nostálgicas, com elementos de música eletrônica dos anos 80 e 90, combinados com vocais suaves e letras emotivas.
O lema da banda é "mono no aware" (物の哀れ), uma frase japonesa que se traduz livremente como "uma sensação de nostalgia e a consciência de que nada dura para sempre".

## História
Tyler Lyle e Tim McEwan se conheceram em 2012 enquanto trabalhavam em projetos separados de música em Los Angeles. Naquela época, ambos fizeram um workshop de co-escrita em North Hollywood, Califórnia. A dupla decidiu colaborar em uma música juntos, e a química musical entre eles foi instantânea. Eles começaram a trabalhar juntos regularmente e rapidamente perceberam que tinham uma visão compartilhada para um projeto maior.

#### 1° EP (2014)
Inspirados pela trilha sonora do filme Drive e pelo surgimento do gênero synthwave, eles criaram músicas incríveis como "WeMoveForward" e "Gloria".
Em 2014, a dupla lançou seu primeiro EP, chamado "Days of Thunder". O álbum foi bem recebido pela crítica e pelo público, e a banda começou a se apresentar ao vivo em vários locais em Los Angeles.
A faixa que mais se destacou do EP foi "Los Angeles", tendo cerca de 14 milhões de visualisações no youtube. A canção apresenta uma mistura de synthpop e retrowave, com uma forte ênfase na melodia e na atmosfera. A letra da música retrata a cidade de Los Angeles como um lugar onde as pessoas vão em busca de sonhos e oportunidades, mas que também pode ser solitário e difícil de lidar. A letra destaca a beleza e a glamour da cidade, enquanto também aponta para a superficialidade e a escuridão que podem ser encontradas em sua cultura. A música em si é composta por uma melodia envolvente de teclado, com uma batida eletrônica pulsante e um vocal melancólico e nostálgico. A combinação de elementos eletrônicos e orgânicos cria uma atmosfera atmosférica e emocionalmente carregada que se tornou uma marca registrada do som do The Midnight.

#### 1° Álbum (2016)
O primeiro álbum de estúdio da The Midnight, "Endless Summer", foi lançado em 2016. O álbum foi inspirado pelo verão e pelos filmes de John Hughes dos anos 80 e apresentou 12 novas músicas, incluindo "Jason", que se tornou um sucesso no YouTube e ajudou a aumentar a base de fãs da banda. O álbum foi muito bem recebido e se tornou um dos mais populares dentro do gênero, especialmente graças aos singles "Sunset" e "Vampires".

#### 2° EP (2017)
Um ano após o lançamento de "Endless Summer", a banda lançou "Nocturnal", seu segundo EP, que obteve grande sucesso. O álbum apresenta uma abordagem mais sombria e melancólica para a música da banda, com letras mais introspectivas. "Nocturnal" atingiu a posição #17 na lista Dance/Electronic da Billboard e foi um dos mais vendidos no site de distribuição de música Bandcamp por várias semanas. Além disso, a banda colaborou com Timecop1983, outra banda de synthwave, na produção de duas músicas: "River of Darkness", presente no álbum "Nocturnal", e "Static", do álbum "Night Drive" de Timecop1983.

#### 2° Álbum (2018)
O segundo álbum do The Midnight, "Kids", foi lançado em 2018. O álbum apresenta uma abordagem mais otimista e alegre em relação à música da banda, com letras sobre crescer e aproveitar a vida. O álbum apresenta colaborações com várias artistas, incluindo Kimbra e Jesse Frye.
Em 2019, McEwan apareceu no documentário The Rise of the Synths, que explorou as origens e o crescimento do gênero synthwave. McEwan apareceu ao lado de vários outros compositores da cena, incluindo John Carpenter, que também estrelou e narrou o filme.

#### 3° Álbum (2020)
No início do lockdown da pandemia COVID-19, O Midnight, organizou um concurso de remix chamado Remix Radio. Eles disponibilizaram as faixas individuais (também conhecidas como "stems") de várias músicas que eles produziram gratuitamente em seu site. Isso permitiu que as pessoas criassem seus próprios remixes das músicas usando as faixas fornecidas.
Em 3 de abril de 2020, o The Midnight estreou uma transmissão ao vivo dos remixes no YouTube. A transmissão ao vivo teve uma hora e trinta minutos de duração e apresentou os remixes que as pessoas haviam enviado para o concurso. Isso significa que pessoas de todo o mundo tiveram a oportunidade de ouvir os remixes e apreciar a criatividade dos participantes.
Em 10 de julho de 2020, o The Midnight lançou seu terceiro álbum, "Monsters", que foi considerado o álbum mais ambicioso da banda até o momento. O álbum apresenta uma abordagem mais narrativa para a música da banda, com várias músicas contando histórias de monstros e personagens sobrenaturais. O álbum também apresenta colaborações com várias artistas, incluindo Joí Iman e Jupiter Winter.

#### 4° Álbum (2022)
"Heroes" é o quarto álbum de estúdio da banda de synthwave The Midnight. Foi lançado em 9 de setembro de 2022 pela Counter Records. O álbum inclui músicas influenciadas por bandas de hair metal e heavy metal, especificamente Def Leppard e Mutt Lange. A banda confirmou que o álbum é uma continuação do seu álbum "Monsters" de 2020, que também faz parte de uma trilogia de álbuns iniciada com o lançamento de "Kids" em 2018.

## Estilo musical
O The Midnight é conhecido por sua mistura de synthwave e pop dos anos 80, com elementos de rock e música eletrônica. A música da banda é frequentemente caracterizada por seus vocais suaves e emotivos, combinados com sintetizadores retro e batidas dançantes.
As letras da banda muitas vezes apresentam temas nostálgicos, com referências à cultura pop dos anos 80 e 90, bem como à nostalgia por experiências passadas e emoções perdidas. A música da banda é frequentemente descrita como uma celebração da cultura pop dos anos 80, com influências de artistas como Phil Collins, Toto e Michael Jackson.
Além de sua música, o The Midnight é conhecido por sua estética visual cuidadosamente trabalhada. A banda frequentemente usa imagens retrô, neon e nostálgicas em seus videoclipes e artes de capa de álbuns, criando uma estética única e coesa que se conecta com sua música.

## Recepção
O The Midnight é amplamente considerado uma das bandas mais populares do gênero synthwave. 
A banda também é ativa em suas redes sociais, interagindo com seus fãs e compartilhando atualizações sobre sua música e turnês. Eles também criaram uma comunidade online dedicada a seus fãs, com grupos de fãs em várias plataformas de mídia social e fóruns online.
Em 7 de maio de 2022, The Midnight esgotou a Brixton Academy em Londres. Um local com capacidade para 4.921 pessoas que costuma ser usado como um marco na trajetória de uma banda à medida que se dirigem para coisas significativamente maiores. Ao ser perguntado sobre a apresentação Tim McEwan a descreveu como um momento surreal e estranho, já que coincidiu com o 150º show da banda.Tim ficou emocionado ao ver a fila para o show, que literalmente contornava o quarteirão. Ele se sentiu muito grato e privilegiado por ser reconhecido pelas pessoas que realmente amam o que fazem. Tyler acrescentou que depois de cerca de 1.500 pessoas, a vibração do show muda completamente e se torna uma experiência energética e gratificante. Eles estão ansiosos para voltar e tocar lá novamente.
O The Midnight continua a ser uma das bandas mais populares do gênero synthwave, atraindo fãs de todas as idades e de todo o mundo. Eles continuam a lançar novas músicas e se apresentar ao vivo regularmente, mantendo-se fiéis a sua visão de uma mistura nostálgica de música dos anos 80 e 90 com um toque moderno.

## Discografia

### Álbumes de estudio
- Endless Summer (2016)
- Kids (2018)
- Monsters (2020)
- Heroes (2022)

### Álbuns colaborativos
- The Midnight Remixed 01 (2017)
- The Midnight Remixed 02 (2019)

### EPs
- Days of Thunder (2014)
- Nocturnal (2017)
- Horror Show (2021)
- The Rearview Mirror (2021)

### Singles
- "Sunset" (2016)
- "Vampires" (2016)
- "Crystalline" (2017)
- "Lost Boy" (2018)
- "America 2" (2018)
- "Arcade Dreams" (2018)
- "America Online" (2019)
- "Deep Blue" (2020)
- "Dance With Somebody" (2020)
- "Prom Night" (2020)

### Remixes
- «Lost & Found» de Tyler Lyle (2016)
- «0 To 100» de Drake (2016)
- «Never Enough» de Scavenger Hunt (2016)
- «Oceans Away» de Arizona (2017)
- «Kyra» de Clubhouse (2017)
- «80's Films» de Jon Bellion (2017)
- «The Outfield» de The Night Game (2018)
- «Clean Eyes» de SYML (2019)
- «Missing Out» de The Ivy (2020)
- «Don't Give Up» de Latroit (2020)